# بید مجنون (فیلم ۱۳۸۳)
بید مجنون نام فیلمی به کارگردانی  مجید مجیدی است. بید مجنون که با نام‌های بازگشت و بار دیگر زندگی مراحل ساخت را طی کرد پس از فیلم‌های بدوک، پدر، بچه‌های آسمان، رنگ خدا و باران ششمین فیلم بلند مجید مجیدی است.

## خلاصهٔ داستان
مردی پس از سال‌ها، طی عمل جراحی که در خارج از کشور انجام می‌گیرد، بینایی خود را بازمی‌یابد؛ و در ادامه با مشکلاتی در زندگی مواجه می‌شود
نابینایی که از ۸ سالگی بینایی خود را از دست داده است امیدی می‌یابد برای دیدن دوباره رنگ‌ها و خطوط زندگی عادی. یوسف در تصور آنکه با یافتن بینایی خود به خود حقیقی دست خواهد یافت و پس از آن خواهد توانست ارتباطی در خور خود با خدای خود برقرار نماید با خدای خویش عهد می‌بندد که در صورت توان مجدد برای بینایی در راه خداوند زندگی کند و آن زندگی ساده و متمرکزی که تا بحال داشته است را با این امکان و فرصتی که مجدداً در اختیارش قرار خواهند داد غنی تر سازد و رشد دهد. اما وقتی در شرایط واقعی قرار می‌گیرد و زرق و برق زندگی را مشاهده می‌کند همچون بید بر سر ایمان خویش می‌لرزد.

## بازیگران
| بازیگر         | نقش   |
| -------------- | ----- |
| پرویز پرستویی  | یوسف  |
| رؤیا تیموریان  | رویا  |
| آفرین عبیسی    | عزیز  |
| محمود بهرازنیا | دایی  |
| رضا ناجی       | مرتضی |
| لیلا اوتادی    | پری   |
| ملیکا اسلامی   | مریم  |

## جوایز و افتخارات
| جایزه                              | رده                           | نامزد                              | نتیجه    |
| ---------------------------------- | ----------------------------- | ---------------------------------- | -------- |
| بیست و سومین دوره جشنواره فیلم فجر | بهترین فیلم                   | مجید مجیدی                         | نامزدشده |
| بیست و سومین دوره جشنواره فیلم فجر | بهترین کارگردانی              | مجید مجیدی                         | برنده    |
| بیست و سومین دوره جشنواره فیلم فجر | بهترین نقش اول مرد            | پرویز پرستویی                      | برنده    |
| بیست و سومین دوره جشنواره فیلم فجر | بهترین فیلمنامه               | ناصر هاشم‌زاده/فؤاد نحاس/مجید مجیدی | نامزدشده |
| بیست و سومین دوره جشنواره فیلم فجر | نامزدهای بهترین صداگذاری      | محمدرضا دلپاک                      | نامزدشده |
| بیست و سومین دوره جشنواره فیلم فجر | بهترین صدابرداری              | یدالله نجفی                        | برنده    |
| بیست و سومین دوره جشنواره فیلم فجر | بهترین چهره‌پردازی             | سید محسن موسوی                     | نامزدشده |
| بیست و سومین دوره جشنواره فیلم فجر | بهترین تدوین                  | حسن حسندوست                        | نامزدشده |
| بیست و سومین دوره جشنواره فیلم فجر | بهترین جلوه‌های ویژه           | محسن روزبهانی                      | نامزدشده |
| بیست و سومین دوره جشنواره فیلم فجر | بهترین فیلم از نگاه تماشاگران | مجید مجیدی                         | برنده    |